# John Asher Johnson
John Asher Johnson (St. Louis County, Missouri, EUA) és un astrònom estatunidenc especialista en la detecció i caracterització de planetes extrasolars mitjançant el mètode de les velocitats radials i descobridor de 42, amb masses que oscil·len entre 0,325 vegades la massa de Júpiter (GJ 649 b) i 11 vegades (HD 106270 b), i amb períodes que van de 2,14 dies (HD 86081 b) a 2890 dies (HD 106270 b).

## Vida
Johnson es graduà en física el 1999 a la Universitat de Missouri-Rolla (actual Universitat de Missouri de Ciència i Tecnologia), després realitzà un màster, que completà el 2002, en astrofísica i es doctorà el 2007 a la Universitat de Califòrnia a Berkeley sota la direcció de Geoffrey Marcy. El 2000 fou investigador del projecte LIGO de l'Institut Tecnològic de Califòrnia (Caltech); entre el 2007 i el 2009 realitzà un curs post-doctoral a l'Institut d'Astronomia de la Universitat de Hawai; del 2009 al 2013 fou professor ajudant d'astronomia i astrofísica del Caltech; i des del 2003 és professor d'astronomia al Harvard-Smithsonian Center for Astrophysics de la Universitat Harvard, i director de l'Institut Banneker.

## Obra
Durant el seu doctorat a la Universitat de Califòrnia a Berkeley el 2006 descobrí els seus primers quatre nous exoplanetes mitjançant el mètode de les velocitats radialsː HD 33283 b, HD 86081 b, HD 224693 b i HD 185269 b.
A la Universitat de Hawai el 2007 descobrí, amb el mateix mètode, els exoplanetes HD 192699 b, HD 210702 b, HD 175541 b i el GJ 317 b; i el 2008 descobrí els exoplanetes kappa CrB b i HD 167042 b.
Quan retornà al Caltech descobrí, amb el mateix mètode, el 2010 nou planetes extrasolars (9 en un mateix article)ː HD 102956 b, GJ 649 b, HD 212771 b, HD 136418 b, HD 206610 b, HD 181342 b, HD 4313 b, HD 180902 b i HD 95089 b; i el 2011 publicà el descobriment de 23 exoplanetes més, 18 en un mateix articleː HD 1502 b, HD 5891 b, HD 18742 b, HD 28678 b, HD 30856 b, HD 33142 b, HD 82886 b, HD 96063 b, HD 98219 b, HD 99706 b, HD 102329 b, HD 106270 b, HD 108863 b, HD 116029 b HD 131496 b, HD 142245 b, HD 152581 b, HD 158038 b, 24 Sex b, 24 Sex c, HD 200964 c, HD 200964 b, HAT-P-30 b.
També ha realitzat investigacions amb l'objectiu de comprendre les relacions fonamentals dels exoplanetes i les seves estrelles, com ara la les orientacions dels plans de les òrbites dels exoplanetes i els eixos de rotació de les estrelles, el desenvolupament d'una comprensió rigorosa de les taxes de detecció mitjançant el mètode de trànsit i d'imagineria directa, i les correlacions entre la freqüència de planetes i la massa i metal·licitat de les estrelles.

## Honors
Johnson rebé el Premi Newton Lacy Pierce en Astronomia, atorgat per la Societat Astronòmica Americana, per les seves investigacions en el camp de l'exoplanetologia. També rebé el Premi Richard P. Feynman, del Caltech, del curs 2012-23 que s'atorga als professors de ciències que destaquen en la seva tasca educativa.